# Grand Hotel (Isla Mackinac)
El Grand Hotel es un hotel histórico situado en la isla Mackinac, Míchigan, una pequeña isla al este del Estrecho de Mackinac (lago Hurón). Construido a fines del siglo XIX, el hotel es conocido por un número de notables visitantes, incluyendo cinco presidentes de los Estados Unidos, en inventor Thomas Edison, y el escritor Mark Twain. También, aquí fueron filmadas las películas "Pide al tiempo que vuelva" (1980) y "This Time for Keeps" (1947).

## Historia
En 1886, el Michigan Central Railroad, el Grand Rapids and Indiana Railroad y la Detroit y Cleveland Steamship Navigation Company formaron la Mackinac Island Hotel Company. El grupo compró el terreno en el que se construyó el hotel y comenzó la construcción, basándose en el diseño de los arquitectos Mason y Rice de Detroit. Cuando abrió al año siguiente, el hotel se anunció a los residentes de Chicago, Erie, Montreal y Detroit como un refugio de verano para los vacacionistas que llegaban en barco de vapor por el lago y en tren desde todo el continente. El hotel abrió el 10 de julio de 1887 y tardó apenas 93 días en completarse. En su apertura, tarifas por noche en el hotel fue de 3 a 5 dólares por noche (de 86 a 144 dólares de 2020).
En 1957, el Grand Hotel fue designado Edificio Histórico del Estado. En 1972, el hotel fue incluido en el Registro Nacional de Lugares Históricos, y el 29 de junio de 1989, el hotel se convirtió en Monumento Histórico Nacional. En septiembre de 2019, Dan Musser III anunció que su familia, propietaria del hotel "durante casi nueve décadas", lo está vendiendo a KSL Capital Partners.